# Kiwi (banda mongola)
Kiwi (Mongol cirílico: Киви / Mongol tradicional:ᠺᠢᠤᠢ) es una girl band mongola compuesta por tres miembros, que se formó en el año 2004 y que desde entonces, se ha ido convirtiendo en uno de los grupos más populares de Mongolia. Su popularidad ha sido tal, que llegaron a ser premiadas en dos ocasiones y han sido consideradas uno de los mejores grupos de chicas del país asiático.

## Miembros

### Permanentes
- Uka Davaa  ᠦᠺᠠ ᠳᠠᠤᠠᠠ (2004-2014)
- Namuun ᠨᠠᠮᠦᠦᠨ (2004-2014)
- Agi ᠠᠭᠢᠶ (2006-2014)

### Antiguos miembros
- Enkjol (2004-2005)
- Khaliun (2004-2005)
- Solongo (2004-2005)

## Biografía
Kiwi nació en un contexto musical en el que Mongolia se encontraba expuesta a diversos fenómenos musicales. Por un lado, el auge del K-pop, con sus boy bands y girl bands, y el del J-pop, el del C-pop y el del Pop ruso por otro lado, hicieron que en Mongolia proliferaran diversos grupos de chicas, entre ellos Spike, Lipstick y Emotion, que tuvieron fuerte repercusión desde finales de los años 90.
La prestigiosa productora Angirmaa, que había compuesto muchas canciones de éxito para grandes damas de la canción mongola como Ariunaa, Serchmaa o Sarantuya, proyectó la creación de un grupo de chicas en el año 2004. Como novedad en la escena musical mongola, dos de las vocalistas de la banda eran de raza mestiza: Uka Davaa, una de ellas, es mitad mongola y mitad rusa, mientras que Namuun, otra de ellas, es afro-mongola. Las siguientes tres miembros iniciales de la banda eran Enkjol, Khaliun y Solongo, que tuvieron un paso muy fugaz por la bnda, abandonándola poco después. Finalmente, el tercer miembro definitivo, que completaría el trío sería Agi, que al contrario que sus compañeras, es cien por cien mongola.
El trío fichó por la discográfica Khuur Music Group, y saltó definitivamente al estrellato en el año 2006 con la publicación de "Hüslee helne", su primer álbum de estudio que dio varias canciones de éxito.
Sólo un año después de su debut, el grupo fue galardonado en la gala de los Pentatonic Awards con el premio al mejor grupo revelación del año y un año más tarde en los UBS Music Video Awards, recibieron el galardón a la mejor canción.
Después de años de éxitos, de conciertos y de reconocimientos tanto en su Mongolia natal, como en otros países, el grupo se disolvió en el año 2014, poco después de la publicación de su séptimo disco.
Desde su separación, Uka y Namuun, empezaron sus carreras en solitario, mientras que Agi, se desvaneció de la escena musical. A día de hoy, solamente Uka continua exitosamente con su carrera musical.

## Discografía

### Álbumes de estudio
- Hüsle helne (2006)
- Gúrvan setgel ner hüsel (2007)
- Chamd amjilth hüsye (2008)
- Hüsel (2009)
- Bidniy dúrlal (2010)[8]
- Kiwi tavan nas hürlee (2010)
- 2014 (2013)

### Recopilatorios
- Greatest hits (2013)

### Sencillos
- «Хүслээ хэлнэ»
- «Болдоггүй шүү»
- «Хайр хайраа өөрөө олдог»
- «Бүсгүй хүний нулимс энэ хорвоод байдаг юм»
- «Араас чинь тэврэлгүй явууллаа»
- 2007 — «Hot Line»
- «Гурван сэтгэл, нэг хүсэл»
- 2007 — «Хоёр шөнө, гурван өдөр»
- «Хүрээд ир»
- «Boys Boys Boys» (Хөвгүүд)
- «Буцаахгүй»
- 2009 — «Love Love Love» (Хайр)
- 2009 — «Superstitious» (Мухар сүсэг)
- «Харин би Доржоодоо хайртай»
- 2012 — «BaBaRaBa» (аялга үг)
- 2013 — «Хайр нь арыг нь даана»
- 2013 — «Харамсч хараад хэрэггүй»
- 2013 — «Сарнаас зүүгдсэн охин»

## Galardones
- Pentatonic Awards 2007 (Premio al mejor grupo revelación del año)
- UBS Music Awards 2008 (Mejor canción del año)